# Dillard Pruitt
Dillard Pruitt (1961) is een Amerikaanse golfer en referee.

## Amateur
Pruitt studeerde van 1981-1984 aan de Clemson-universiteit en speelde college golf voor de Clemson Tigers. Hij is de zwager van Jay Haas.

### Gewonnen
- 1982: South Carolina State Amateur
- 1983: Sunnehanna Amateur
- 2002: Sunnehanna Amateur, Canadian Amateur

## Professional
Pruitt werd in 1985 professional. In 1986 en 1987 speelde hij op de Europese Tour, waar zijn beste resultaat een 6de plaats op het Duits Open was. Vanaf 1988 speelde hij op de Amerikaanse PGA Tour. 
Druitt is de laatste speler die in de Verenigde Staten een straf heeft gekregen wegens te langzaam spelen. Voor ieder toernooi wordt door de officials een bepaalde tijd vastgesteld. Als een bepaalde groep spelers te langzaam speelt, rijdt een referee enige tijd mee om uit te zoeken waaraan dat ligt. De spelers krijgen een waarschuwing en eventueel wordt er een strafslag uitgedeeld. Dit overkwam Pruitt in 1992. Op de Amerikaanse Ladies Tour kreeg Angela Park zelfs twee strafslagen, wat haar uiteindelijk $ 40.000 aan prijzengeld scheelde.
Hij behaalde slechts eenmaal een overwinning en besloot in 2001 om weer amateur te worden. De USGA (Amerikaanse Golf Federatie) had hier bezwaar tegen, maar heeft het niet kunnen voorkomen. Sindsdien heeft hij twee toernooien gewonnen.

### Gewonnen
PGA Tour
- 1991: Chattanooga Classic

## Referee
Sinds Pruitt weer amateur is, treedt hij op als PGA referee.